# Sprängattentat i Sverige
Olika mått på antal sprängattentat med datakällor:
- Explosivämnesundersökningar. NFC[1].
- Försök, förberedelser och fullbordade fall av allmänfarlig ödeläggelse genom sprängning. Polisen.[2]
- Detonationer. Polisen.[2]
- Detonerade handgranater. NFC, SVT[3].
- Lagförda för huvudbrottet allmänfarlig ödeläggelse (inte bara genom sprängning). BRÅ[4].

Sprängattentat i Sverige är attentat, attacker och vandalism medelst explosiva ämnen. Vapnen som används är handgranater, fyrverkerier och bomber med sprängmedel avsett för antingen militärt eller civilt bruk. Antalet sprängdåd i Sverige ökade successivt under 1900-talet, och har historiskt ofta utgjort politiskt våld och terrorism i Sverige.
Antalet ökade snabbt under 2010-talet till internationellt sett höga nivåer. Attackerna har få dödsoffer och få dömda. Uppklarandegraden är låg i förhållandet till antal utförda attentat. Kring årsskiftet 2020/21 noterar den svenska polisen att sprängningar sker frekvent, nästan var tredje dag i genomsnitt. Gärningspersonerna tros under 2010-talet vanligen vara från kriminella ungdomsgäng, motorcykelklubbar samt tillkommande grovt organiserad brottslighet med kopplingar till den växande narkotikahandeln i Sverige. Motiven kan vara utpressning av restauranger, indrivning av skulder och att skrämma eller hämnas på andra gäng eller polis.
Rättsligt används termen allmänfarlig ödeläggelse genom sprängning. Det vidare begreppet sprängning innefattar även legala ändamål och olyckor genom oaktsamhetsbrott som allmänfarlig vårdslöshet. Brandbomber räknas istället vanligen som mordbrand, vilket är ett annat allmänfarligt brott.

## 2000-talet

### Statistik
Sveriges myndigheter förde ingen statistik över antal polisanmälningar av allmänfarlig ödeläggelse genom sprängning före år 2017 då en särskild brottskod infördes för ändamålet, men Nationellt forensiskt centrum (NFC) har årlig statistik över antal explosivämnesundersökningar som de har utfört sedan 2012 på platser där sprängningar misstänks ha skett. NFC har också tagit fram statistik över antal granatattacker sedan 2011.
Antalet detonerade handgranater började öka i region Malmö, och har sedan spridits till främst övriga storstadsregioner, med en topp kring år 2016. Antalet illegala handgranater hade ingen motsvarighet i jämförbara länder inom och utom EU enligt polisen. Handgranatsattentat förekommer främst i länder med krigsliknande tillstånd. Enligt kriminologen Amir Rostami år 2019 är det enda jämförbara landet Mexiko där gängkonflikter är vanliga. I övrigt är sprängattentaten i Sverige unika eftersom de inte förekommer i länder där det inte är krig eller har en lång historik av terroristattentat.

### Brottsoffer
Enligt nedanstående förteckning över uppmärksammade incidenter har relativt få avlidit eller skadats allvarligt genom sprängattentat i Sverige under de senaste decennierna. En åttaårig pojke dog 2016 av en granat som kastades in i en lägenhet, och en man avled vid en olycka med en upphittade granat 2019. Några gärningspersoner har omkommit. (Antal döda genom sprängning registreras i dödsorsaksregistret, men dödsfall till följd av sprängning som inte skett genom olycka utan genom attacker visas inte öppet i Socialstyrelsens sökbara databas.) Det dödliga våldet i Sverige domineras istället — i minskande grad — av knivattacker och — i ökande grad — skjutningar. Antalet konstaterade fall av dödligt våld i relation till Sveriges folkmängd har minskat sedan det hade en topp år 1990, och har åter ökat något sedan det nådde en bottennivå år 2012.

### Sprängmedel
De handgranater som cirkulerar i den undre världen är ofta 30 år gamla, kommer från Jugoslaviska krigen och har smugglats in. På senare tid har de flesta sprängattentaten istället varit utförda med kommersiellt tillverkad dynamit från både svenska och utländska byggarbetsplatser, bland annat i Polen. Även insmugglade bangers av typ Cobra 8 och hemmagjorda bomber med improviserade sprängmedel har förekommit. De senare kan bestå av dynamit, krut eller triacetontriperoxid.
Ett vapensmugglarnätverk som tros ha försett Sverige, Holland, Danmark och Tyskland med handgranater och andra vapen avslöjades 2016. Ledaren var bosnisk polis.

### Gärningsmän och motiv
Få gärningspersoner har lagförts för allmänfarlig ödeläggelse. Sju personer dömdes under 2019, varav flera tidigare har varit dömda för narkotikabrott, olaga hot, stölder och våldsbrott. Enligt polis tros gärningsmännen på senare år vara en del av samma gängkriminella som låg bakom ökningen av skottdåd, då Sverige hade 17 skottdåd med dödlig utgång år 2011 jämfört med 45 år 2018. Enligt Nationellt forensiskt centrum förekommer även yngre gärningspersoner som är relativt okända av polisen.  Många i gängen och av offren kommer ifrån utsatta områden och kan enligt en talesperson för polisen vara andra eller tredje generationens invandrare. Samma talesperson säger också att de som anlänt under flyktingkrisen 2015 normalt inte är inblandade i gängkriminalitet. En studie från 2021 visar att det för våldsbrott i allmänhet finns ett samband när det gäller utlandsfödda men inte för asylsökande.
Medlemmar i kriminella motorcykelgäng har både misstänkts och utsatts. De flesta attentat utförs för att skrämma rivaliserande gäng, deras nära vänner och anhöriga, snarare än i syfte att döda, och kan vara beställda av en annan person än gärningspersonen. Syftet kan också vara att skrämma för att driva in skulder. Myndighetsbyggnader har också utsatts som hämnd för polisinsatser. I enstaka fall har sprängattentaten utgjort politiskt våld och terrorism i Sverige, både med högerextrema och islamistiska motiv.

### Orsaker till ökningen
Enligt kriminologerna Joakim Sturup, Manne Gerell och Amir Rostami år 2019 är orsaken till ökningen av antalet handgranatsattentat okänd och ingen kriminolog har forskat på området.

### Geografisk fördelning
De flesta attentat sker i utsatta områden i de tre större städerna: Stockholm, Göteborg och Malmö. Attentat förekommer även i mer välmående områden.

### Motåtgärder
Från och med den 1 november 2017 kan Tullverket beslagta explosiva varor som förs in i Sverige från annat EU-land.
Gruppvåldsintervention (Group Violence Intervention, GVI) är en metod som har rötter i Operation Ceasefire(en) i Boston på 1990-talet, och syftar till att minska vapenvåld bland unga. Metoden används i Sluta skjut, som är ett samverkansprojekt mellan Polismyndigheten, Malmö stad, Kriminalvården och Brottsförebyggande rådet sedan hösten 2018.
Operation Rimfrost startades i november 2019, först i Malmö, och var en tidsbegränsad insats med extra poliser mot gängvåld. Operationen pågick i sex månader.

## Incidenter i urval
Här följer flera av de incidenter som har uppmärksammats i media. 

### 1904 till 1909
Den prisbelönte uppfinnaren Martin Ekenberg konstruerade världens första dokumenterade brevbomb. Han anses ha skickat fyra brevbomber i Sverige till olika direktörer och en hovrättsnotarie, vilket inte hann prövas i domstol innan hans död. Fem personer skadades relativt svårt. I anslutning till brevbomberna skickades ett brev med antisemitiskt budskap, och ett med anarkistiskt och antikapitalistiskt budskap. Flera brev påstods vara skrivna av Socialdemokraternas Domstol.[källa behövs]
Amaltheadådet var ett politiskt attentat mot ett logementsfartyg med brittiska strejkbrytare år 1908. En person dog och 23 skadades.

### 1926
Attentatet mot direktör Sixten Flyborg genomfördes med en större sprängladdning som hade anbringats på den droskbil som han färdades i. Det var den första bilbomben i Sverige.

### 1940
Bomb- och mordbrandsattentatet mot den kommunistiska tidningen Norrskensflamman var ett högerpolitiskt terroristattentat år 1940. Fem personer dog.

### 1946
Tre män i övre tonåren utförde elva sprängdåd i Stockholm. De kom att kallas Sabbatssabotören. Ett av de första attentaten var en stöld av sprängämnen ur ett sprängämnesförråd, vilket de sprängde i luften i september 1946.

### 1975
Vid ockupationen och sprängningen av Västtysklands ambassad i Stockholm 1975 avled fyra personer (två anställda och två terrorister), och 14 skadades. Attacken utfördes av Kommando Holger Meins och leddes av den vänsterextrema Röda armé-fraktionen, som hade stöd av Östtysklands säkerhetstjänst Stasi.[källa behövs]

### 1982 och 1983
Tre sprängningar med bomber av likartad kontruktion inträffade. "Bombmannen" Lars Tingström fälldes för det första och det sista av dem:[källa behövs]
- Sprängningen av åklagare Sigurd Denckers villa i Nacka den 16 juli 1982 då pojkvännen till Denckers dotter omkom. (Tingström hade dömts för en brevbomb som inträffade 1977, och Dencker var åklagare i målet, men hade samtidigt en affär med huvudvittnet, Tingströms sambo. Tingström fick 1988 resning och friades i brevbombsmålet.)
- Sprängattentatet mot Skatteskrapan i Stockholm den 22 februari 1983 då en person omkom.
- Sprängattentatet mot Kronofogdemyndigheten i Nacka den 8 augusti 1983.

Restaurang Fontainebleau i Stockholm sprängdes i december 1982.[källa behövs]

### 1985 och 1986
Ett sprängattentat mot ANC:s kontor i Stockholm inträffade i september 1986. Den sydafrikanske före detta polisen Craig Williamson misstänks.[källa behövs]
Vid vapenkuppen i Järna i november 1986 sprängdes ett stort mobiliseringsförråd. Den så kallade Järnaligan fyllde två bilar med automatkarbiner, pansarskott, handgranater och sprängdeg.[källa behövs]

### 1990-talet
När vänsterpartiets ledare Gudrun Schyman förstamajtalade i Kungsträdgården 1993 fanns Robert Vesterlund, ordförande för Sverigedemokratisk Ungdom, i publiken beväpnad med en handgranat.
År 1993 höll en man från Azerbajdzjan 82 personer i gisslan med två handgranater på ett kapat flygplan vid Stockholm Arlanda Airport.
Vid bombdådet i Eskilstuna tingsrätt 1996 sprängde en person sig själv till döds, och skadade en person allvarligt.
Under stora nordiska MC-kriget 1994 till 1997 stals stora mängder vapen, svenska AT4 användes åtta gånger, den ryska RPG-22 tre gånger, handgranater fyra gånger och bilbomber tre gånger.
Den nyliberale OS-bombaren Mats Hinze greps år 1997 efter ett flertal bomber, brandattentat och bombförsök i Mellansverige. Hinzes motiv var att stoppa Stockholms planer på att ordna sommar-OS år 2004.[källa behövs]
År 1998 skadades två centrala kraftledningar i Jämtland av sprängladdningar. Den samiska Aktionsgruppen mot fria fjälljakten tog på sig sprängningen.
Vid bilbomben i Nacka 1999 skadades två personer: en tidigare journalist, som skrivit kritiskt om vit makt-rörelsen, och hans son.

### 2002 - 2007
Kriminella motorcykelgäng var inblandade i flera sammandrabbningar: 
- Fyra handgranater exploderade under bilar i Göteborg mellan 2002 och 2006 (en 2002 och 2004 och två 2006). Attackerna kopplades till en lokal Bandidosgrupp.[38]
- Vid sprängningen av Outlaws MC:s klubblokal utanför Åtvidaberg 2007 hittades en död medlem av Top Side. Den senare klubben anslöt sig senare till Hells Angels.[källa behövs]
- En bil sprängdes i Klippan 2007, och tillhörde en man som misstänks ha kopplingar till Outlaws MC.[källa behövs]

Det kriminella nätverket Fucked for life (FFL) hade sprängt uttagsautomater och genomförde sprängningen av en värdetransport i Hallunda 2007.[källa behövs]

### 2010
Bombdåden i Stockholm 2010 var ett islamistiskt terroristattentat där attentatsmannen Taimour Abdulwahab avled och ytterligare två personer skadades.

### 2012
År 2012 utförde Nationellt Forensiskt Centrum utredningar av 88 sprängämnesärenden på det som då hette Statens kriminaltekniska laboratorium (SKL) men som senare döptes om till Nationellt Forensiskt Centrum (NFC).

### 2014
Under året detonerade eller beslagtogs handgranater vid åtta tillfällen.
- I februari 2014 detonerade en sprängladdning utanför Malmö rättscentrum.[41]
- I maj skadades en man allvarligt i Malmö efter att en granat kastades in i hans lägenhet. Polisen tror att granaten hade kastats in i fel lägenhet av misstag.[42]

### 2016
Under året detonerade eller beslagtogs handgranater vid 45 tillfällen varav 10 detonationer. Polisens nationella forensiska centrum såg en ökning av ärenden gällande sprängämnen från 100 per år till 150 per år.
- 1 januari, Katrineholm: Vad som misstänktes vara en handgranat kastades mot polishuset. Polisstationens entré, flera fönster och tre fordon på gatan utanför skadades av detonationen.[44]
- 22 augusti, Biskopsgården, Göteborg: En åttaårig pojke dör när en granat kastas in i en lägenhet, som hämnd i en gängkonflikt.[3][45]
- 10 oktober, Malmö: nattklubben Babels utsattes för en kraftig sprängladdning vars detonation hördes över stora delar av Malmö.[46]
- Tre NMR-medlemmar utför två bombningar och ett bombförsök mot en flyktingförläggning och vid en lokal för Syndikalisterna i Göteborg 2016. En man fick livshotande skador. Innan bombningarna hade två varit på en paramilitär utbildning i Sankt Petersburg 2016.[47]

### 2017
År 2018 såg Nationellt Forensiskt Centrum en ökning på 140 procent gällande antalet ärenden jämfört med 2012.
Under 2017 förekom 43 handgranater i samband med kriminalitet i landet.
- Natten till 18 oktober, polishuset i Helsingborg: en sprängladdning skadade entrén till polishuset och förstörde rutor på byggnaden mittemot.[48]
- 3 november, Malmö: Entrén till en nattklubben Babel skadas i ett sprängdåd. Detta var andra attentatet som riktades mot nattklubben, som utsattes för ett attentat i oktober föregående år.[49]

### Från 2018
Med anledning av den exceptionella ökningen av antalet sprängattentat i Sverige har polisen sedan 2018 sammanställt statistik över det konstaterade antalet planerade, försök till och verställda sprängattentat, se diagrammet ovan. Dessutom har Brottsförebyggande rådet sedan 2018 publicerat preliminär brottsstatistik i form av antal polisanmälda fall av allmänfarlig ödeläggelse genom sprängning. Som framgår av diagrammet har antalet sprängattentat haft toppar år 2019 och 2023. 
Incidenter sedan 2018 listas inte i denna artikel, men finns delvis listade av massmedia och i databaser som sammanställer öppna data från polisens händelserapporter.
Efter tre attentat under samma dygn, 17 oktober 2019, i Stockholm uppstod en debatt om att Sveriges Television tystade ner attentaten eftersom de inte rapporterade om dem under sitt huvudnyhetsprogram.